# Davidrentzia
Davidrentzia is een geslacht van Phasmatodea uit de familie Phasmatidae. De wetenschappelijke naam van dit geslacht is voor het eerst geldig gepubliceerd in 2007 door Brock & Hasenpusch.

## Soorten
Het geslacht Davidrentzia is monotypisch en omvat slechts de volgende soort:
- Davidrentzia valida Brock & Hasenpusch, 2007